# Blå zone
En blå zone er et ensartet afgrænset geografisk område, hvor populationen har samme livsstil og miljø og hvor populationen i snit lever et exceptionelt længere liv.
Konceptet udgår fra et demografisk værk forfattet af Gianni Pes og Michel Poulain, der identificer Sardiniens Nuoro provins som regionen med den højeste koncentration af mandlige hundredårige. Under udarbejdelsen af værket fokuserede de to forfattere på en gruppe af landsbyer med den højeste livslængde; de tegnede koncentriske blå cirkler på landkortet, og begyndte at referere til området i cirklen som den blå zone.
Dan Buettner har identificeret områder med høj livslængde i Okinawa i Japan, Sardinien i Italien, Nicoya i Costa Rica, Ikaria i Grækenland og blandt Syvende Dags Adventister i Loma Linda i Californien, og giver en forklaring baseret på empiriske data samt førstehånds observationer på, hvorfor disse befolkningsgrupper lever sundere og længere liv.

## Kritik
Konceptet med blå zone-samfund med en exceptionel lang levetid er blevet udfordret af fraværet af evidensbaseret information. Det er også blevet sat spørgsmålstegn ved det betydelige fald i den forventede levealder i det 21. århundrede i Okinawa, hvor analysen konkluderer, at "mandlig levetid er nu rangeret som nummer 26 blandt de 47 præfekturer i Japan". En undersøgelse fra 2011 af Poulain for at validere påstandene om lang levetid i Okinawa var ude af stand til at verificere, om beboerne var så gamle, som de rapporterede på grund af mange optegnelser, der ikke overlevede Anden Verdenskrig.
Harriet Hall, der skrev for Science-Based Medicine, udtalte, at der ikke er nogen kontrollerede undersøgelser af ældre mennesker i de blå zoner, og at diæter i blå zone er baseret på spekulationer, ikke beviser gennem en streng videnskabelig metode.